# Підводні човни типу 209

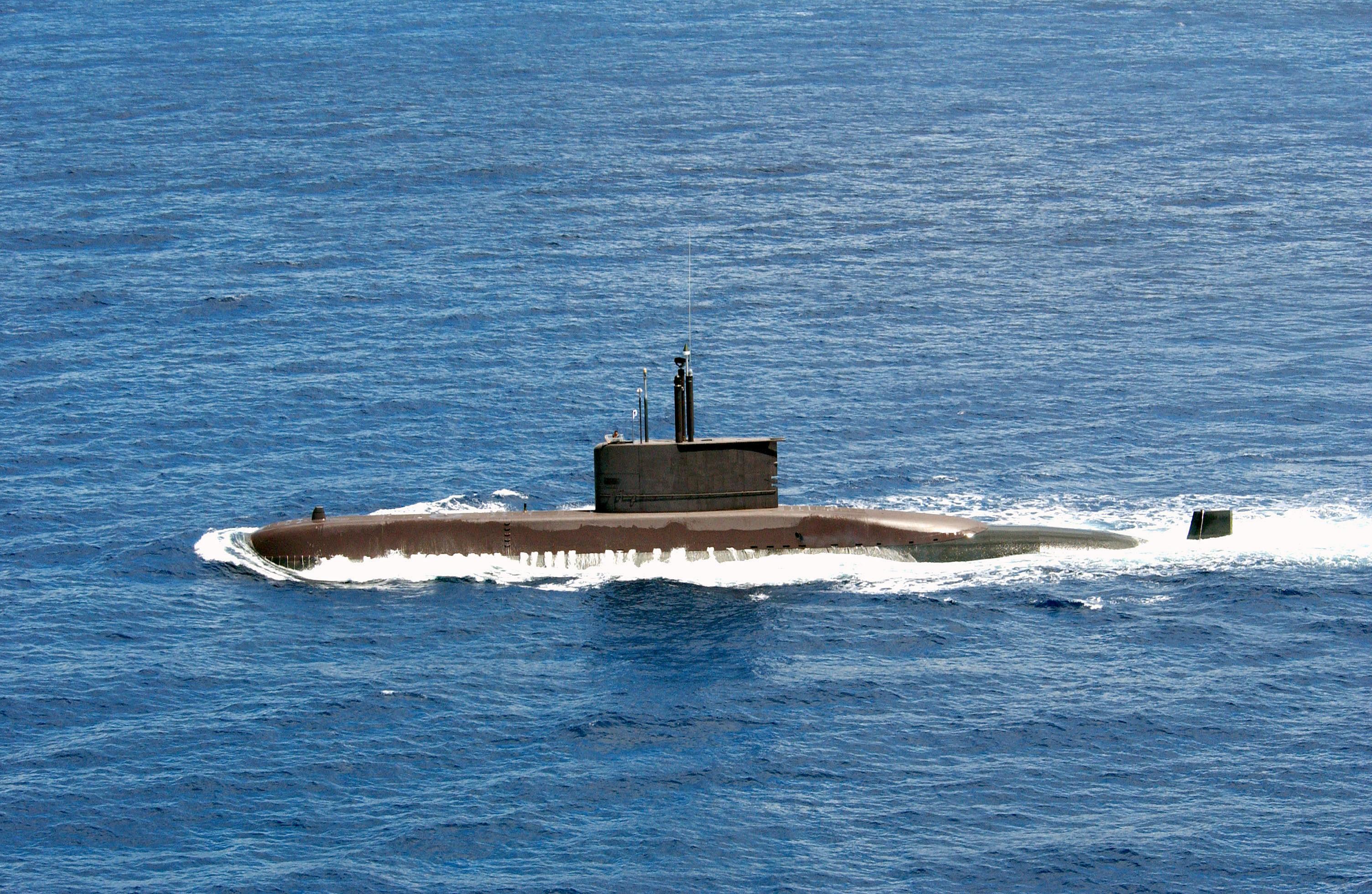
Південнокорейський ПЧ Chang Bogo (SSK 061)

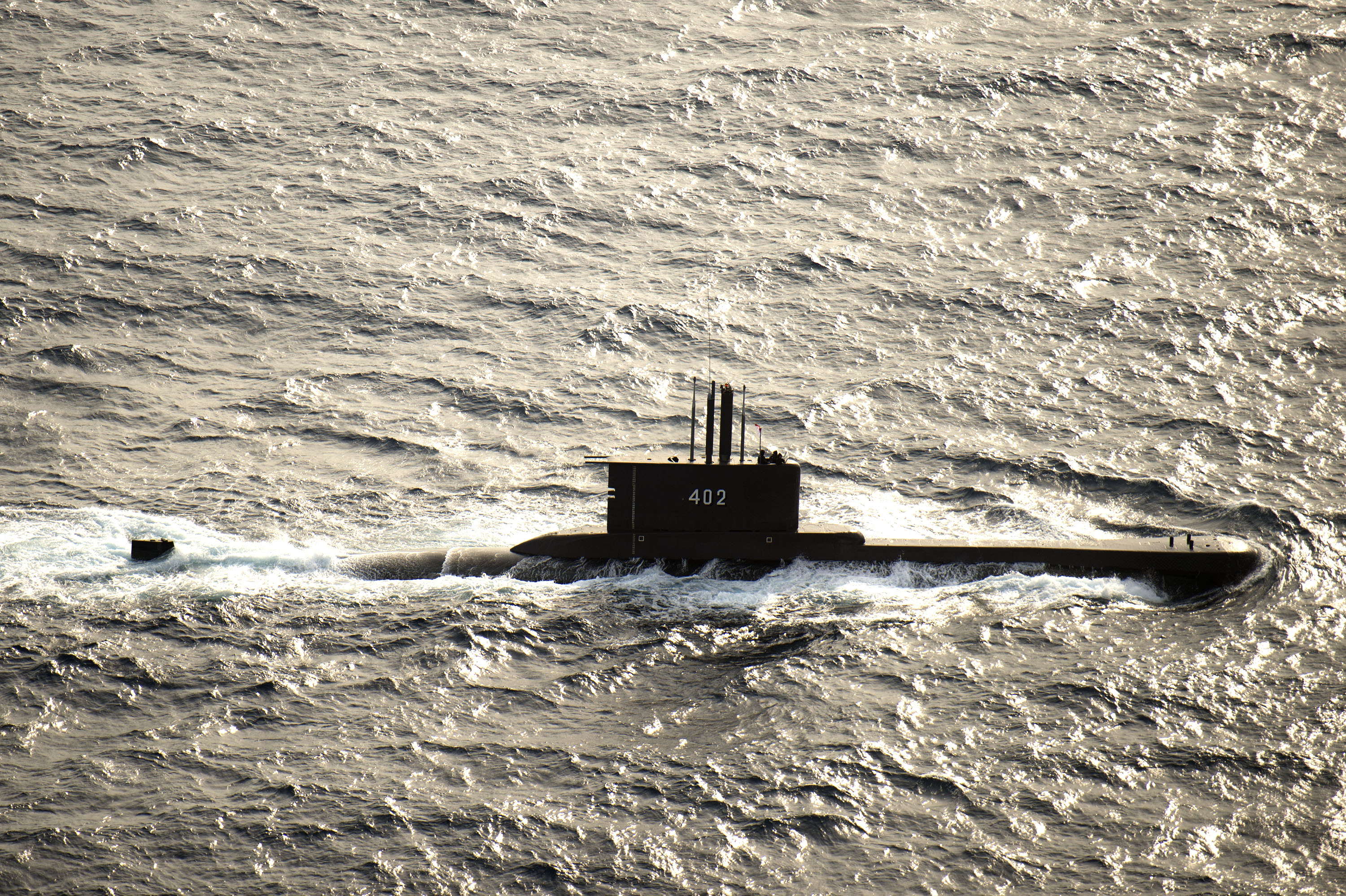
ПЧ Nanggala (402) ВМС Індонезії

Підводні човни типу 209 — тип підводних човнів німецького будівництва, що виготовляється на експорт з 1971 року. Перебуває на озброєнні флотів 13 країн.

## Історія проекту
У 1967 році верф у місті Кіль Kieler Howaldtswerke (згодом Howaldtswerke-Deutsche Werft AG) підписала перший контракт на поставку 4 підводних човнів приблизно в 1000 тонн водотоннажністю, для ВМС Греції.
До початку 1970-х аналогічні контракти уклали уряди кількох інших країн, що мали потребу в заміні човнів виробництва часів Другої світової війни. У 1969 році замовлення розмістила Аргентина, в 1970 році Перу і Колумбія, в 1971 році Туреччина, в 1972 році Венесуела.
Запропонований конструкторським бюро "Ingenieur Kontor Lübeck" проект, на основі попереднього типу 206, отримав позначення Typ 209. За вимогами замовників у нього стали вносити зміни, в основному в частині розмірів і варіантів торпедного озброєння.

## Інциденти
- 21 квітня 2021 року Збройні Сили Індонезії повідомили, що човен «Нанггала» вважають зниклим у водах близько 95 км на північ від Балі.[2][a]